# Un trago antes de la guerra
Un trago antes de la guerra es la primera novela del autor estadounidense Dennis Lehane. Publicada en 1994, la novela ganó el Premio Shamus a la mejor novela debut. Es el primer título de la saga protagonizada por los detectives privados de Boston, Patrick Kenzie y Angela Gennaro.

## Resumen del argumento
Dos detectives privados de Boston, Patrick Kenzie y Angela Gennaro, reciben un encargo de tres políticos de Massachusetts (Sterling Mulkern, Jim Vurnan y Brian Paulson) de recuperar varios documentos que fueron robados por una conserje, Jenna Angeline. Los investigadores encuentra a Angeline escondida en la casa de su hermana, en las afueras de Boston. Ella les dice que los documentos están guardados en una caja de seguridad en un banco de la ciudad. Kenzie escolta a Angeline al banco en donde le entrega una foto antes de ser asesinada por Curtis Moore, un miembro de la pandilla de Marion Socia, un gánster y proxeneta. La foto muestra a Socia junto a Paulson, quien sólo lleva puesto su ropa interior. Al parecer, Angeline sólo había escondido una de las fotos en el banco, por lo que Kenzie y Gennaro deben buscar las demás.
La investigación lleva a los detectives a uno de los barrios más pobres de Boston, Dorchester. Mientras tanto, empieza una guerra de pandillas entre Socia y su hijo Roland, quien ha formado su propia pandilla, culminado con la noche más sangrienta en la historia de las pandillas de Boston. Un proyecto de ley en contra de las pandillas no es llevado a voto a pesar de que hubiera ayudado a detener la violencia. Al parecer todos estos eventos están conectados con las fotografías.
Al final, los detectives encuentran las demás fotos, las cuales muestran como Socia prostituía a su propio hijo, quien aparece teniendo relaciones sexuales con Paulson. Estos eventos llevaron a Roland a convertirse en un asesino a sangre fría. Roland gana la guerra contra su padre, por lo que Socia busca a los detectives para que le den las fotos para chantajear a Roland y salvarse a sí mismo. En la reunión con Socia, Kenzie pierde el control y lo mata. Posteriormente, los detectives entregan una foto a la prensa en la cual no se puede apreciar la cara de Roland pero sí la de Paulson. Paulson queda en desgracia y su carrera política acaba. Roland visita a los detectives y promete no hacerles daño.

## Personajes
- Patrick Kenzie - Un detective privado originario de Dorchester (Boston). Kenzie trabaja su amiga de toda la vida, Angie Gennaro.
- Angie Gennaro - Una detective privada que creció junto a Kenzie. Está casada con Phil, un examigo de Kenzie, quien abusa físicamente de ella.
- Bubba Rugowski - Un traficante de armas. Es sociópata. Ayuda a Kenzie y Gennaro.
- Devin Amronklin - Un detective de la unidad anti-pandillas. Pretende terminar con la guerra como sea posible.
- Richie Colgan - Un reportero afroamericano y un viejo amigo de Kenzie. Es famoso por sus reportajes en contra de los políticos locales.
- Marion Socia - Líder de la pandilla de los Ravens. Distribuye crack y solía ser un proxeneta.
- Jenna Angeline - Una conserje que trabajaba para el senador Paulson. Está casada con Socia y es la madre de Roland.
- Roland - Líder de la pandilla de los Angel Avengers, la banda rival de su padre.
- Sterling Mulkern, Jim Vurnan y Brian Paulson - Tres políticos de Massachusetts que contratan a Kenzie y Gennaro para buscar a Jenna Angeline.